# سوق الاثنين (ولاية بجاية)
سوق الإثنين (بالفرنسية: Souk El Ténine)‏ هي بلدية بولاية بجاية بالجزائر

## مواضيع ذات صلة
- بلديات ولاية بجاية
- دوائر ولاية بجاية